# Benterode

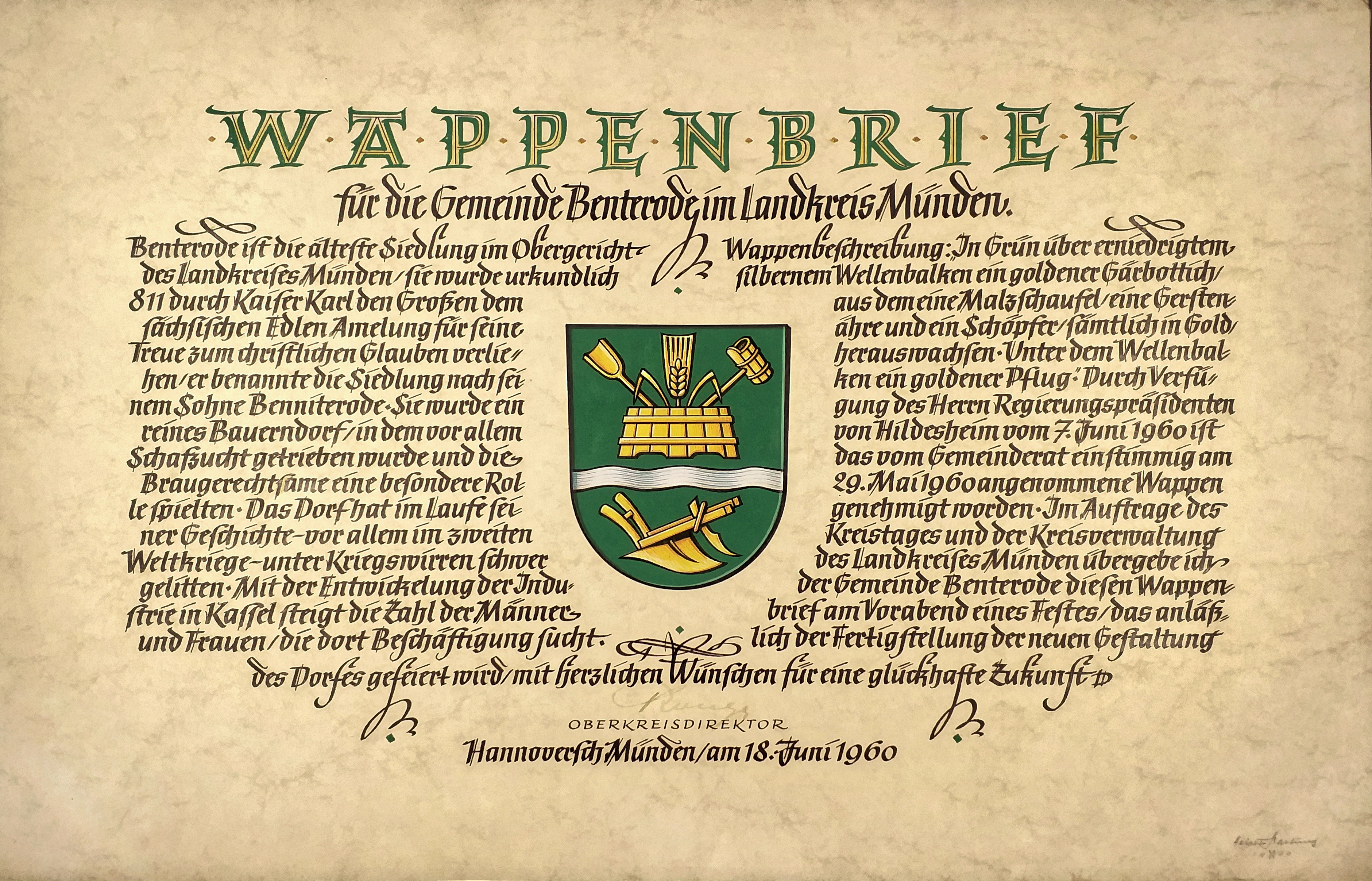
Wappenbrief vom 18. Juni 1960

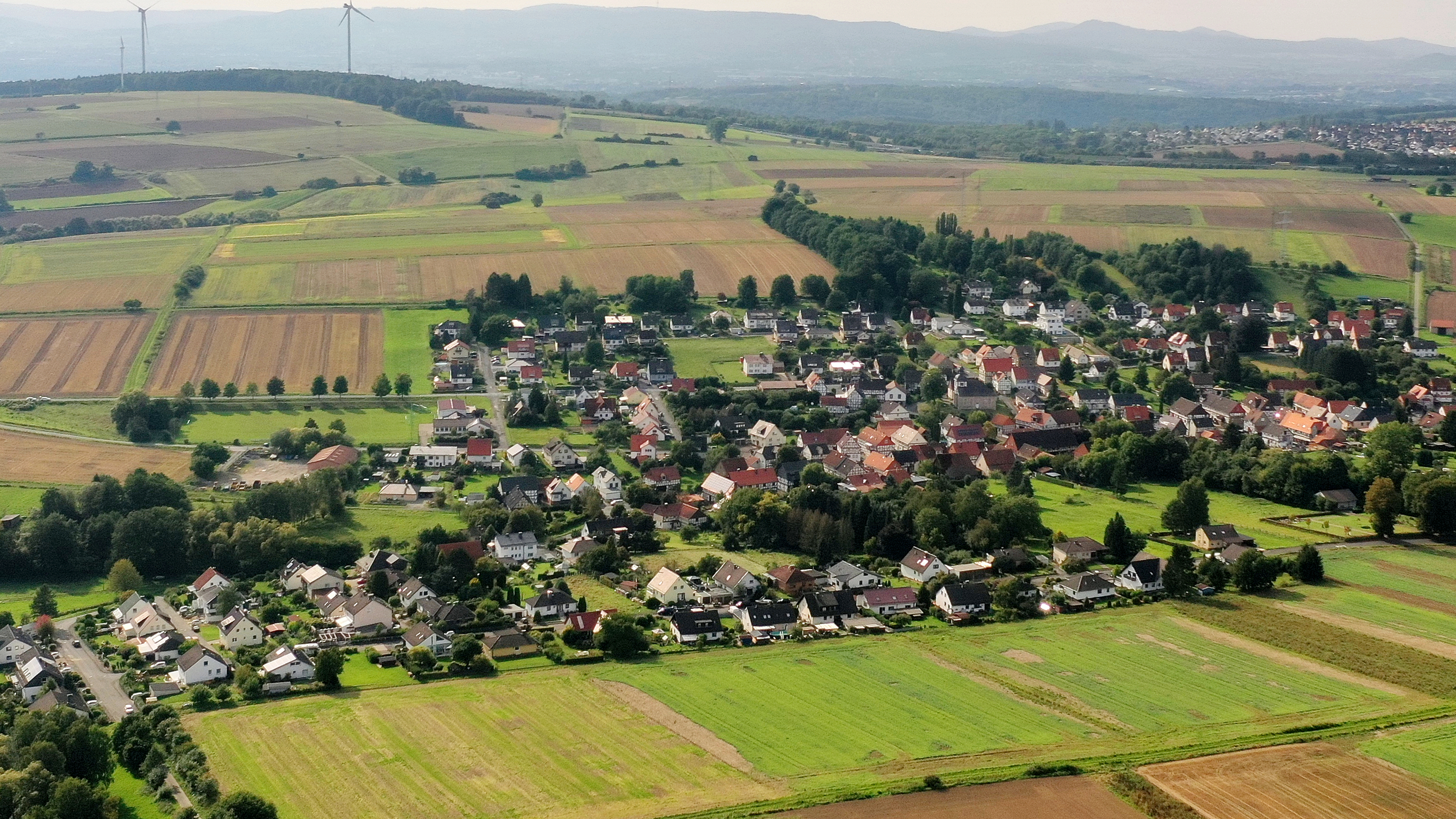
Benterode (Luftbildaufnahme 2021)

Benterode ist ein Ortsteil der Gemeinde Staufenberg in Süd-Niedersachsen, Landkreis Göttingen (Deutschland).

## Geographie
Der Ort liegt rund neun Kilometer (Luftlinie) östlich von Kassel unweit der Grenze zu Hessen südwestlich der nördlichen Ausläufer des Kaufunger Waldes im Naturpark Münden. Er befindet sich auf einer Anhöhe oberhalb des Tals der Nieste und wird vom Wellebach, einem rechten bzw. nördlichen Zufluss der Nieste, durchflossen.

## Geschichte
Die Ersterwähnung Benterodes, am Wellebach, fand 811 durch eine Urkunde Karls des Großen statt. Diese wird heute im Bayerischen Hauptstaatsarchiv in München aufbewahrt. Karl der Große bestätigt darin dem Grafen Bennit I. (Bennicho) den Besitz der von seinem Vater, dem Billing Amelung I., im Kaufunger Wald angelegten Rodungssiedlungen.  Der Ortsname Benterode erinnert noch heute an Bennit.
Der Ort besaß einst ein Brauhaus sowie das Braurecht. Am 30. April 1319 verpfändete Otto von Hunt (gen. Hund, dictus Hunt, dictus Canis) sein Dorf Benterode mit allen Gerechtigkeiten und Nutzen für 30 Mark reinen Silbers an Thilo, Conrad und Hermann gen. von Berlepsch. Um 1700 wohnten in Benterode 61 Einwohner, 1867 wuchs die Anzahl auf 385 Seelen an, während 1871 377 Ortsansässige zu zählen waren, die insgesamt in 78 Wohngebäuden lebten und 81 Haushalte gegründet hatten.
1828 wurde ein Einwohner namens Schacktebek aus Benterode in Helsa als vermeintlicher Wilddieb schwer verletzt, so dass er starb.
Am 1. Januar 1973 wurde Benterode in die neue Gemeinde Staufenberg eingegliedert.

## Ortsrat
Der Ortsrat setzt sich aus neun Ratsleuten zusammen.
| Partei                             | Prozent | Sitze |
| ---------------------------------- | ------- | ----- |
| CDU                                | 23,44   | 2     |
| Wählergruppe „Wir für Staufenberg“ | 76,56   | 7     |

(Stand: Kommunalwahl am 12. September 2021)

## Kultur und Sehenswürdigkeiten

### Ev.-luth. Kirche Benterode

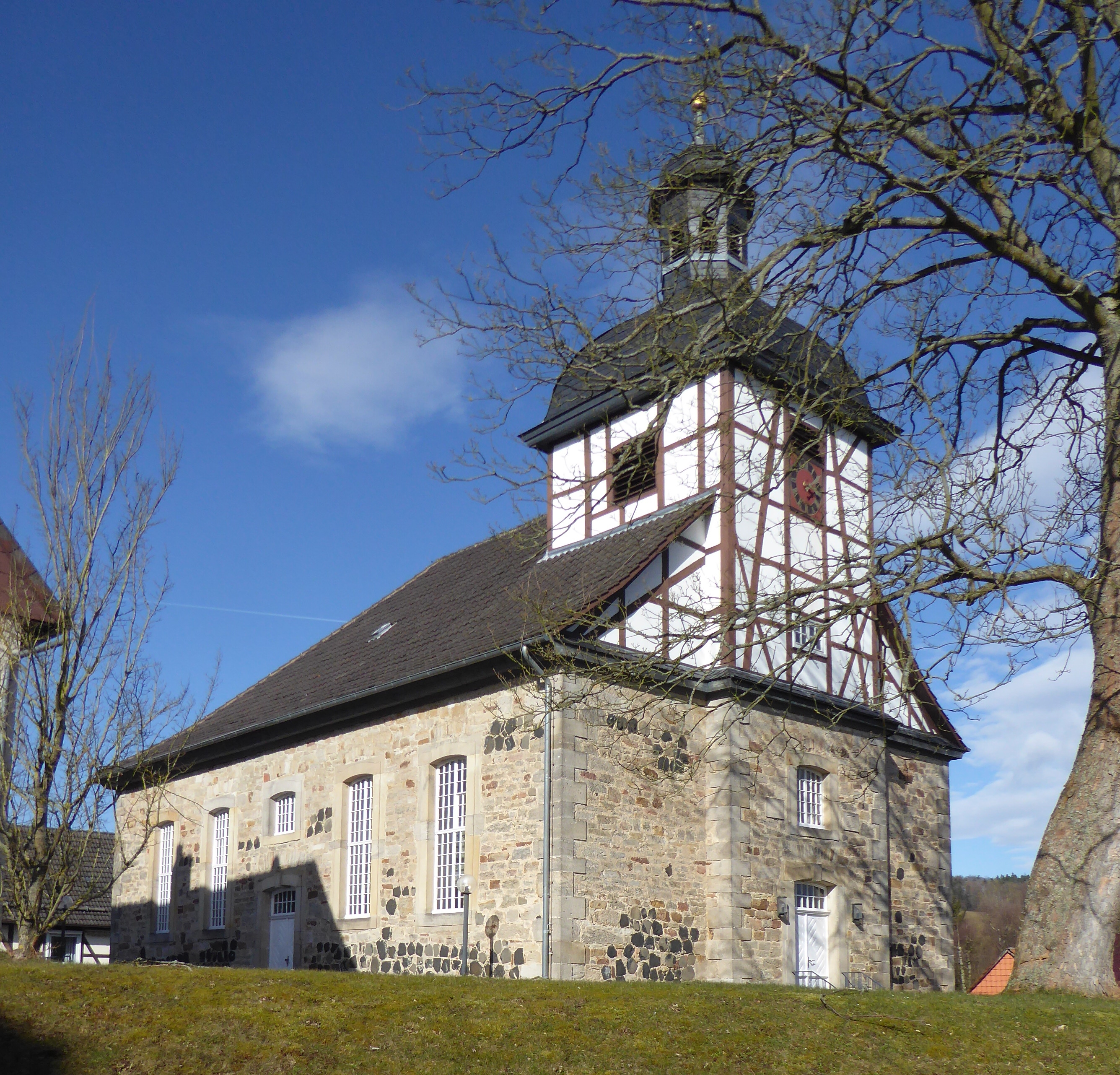
Kirche zu Benterode

Schon im Jahr 1019 soll in Benterode eine Kapelle gestanden haben. In den Jahren 1786/87 wurde eine neue Dorfkirche errichtet, nachdem der Vorgängerbau als baufällig eingestuft wurde.  Der Prediger reiste damals stets vom Nachbarort Landwehrhagen an. Benterode wurde aufgrund dessen als filia von Landwehrhagen bezeichnet. Von 1917 bis 2023 war Benterode (mit Sichelnstein) mit der Kirche in Uschlag pfarramtlich verbunden. Seither teilt sich Benterode/Sichelnstein ein Pfarramt mit Landwehrhagen, Lutterberg und Speele mit Sitz in Landwehrhagen.
Die Benteröder Kirche zeigt sich in einem barocken, rechteckigen Stil mit Eckquadern aus Sandstein, wobei das Baumaterial teilweise mit hoher Wahrscheinlichkeit von der benachbarten Burg Sichelnstein stammte. Als Vorbild diente die Kirche in Varlosen.
Das Gotteshaus misst knapp 18 m in seiner Länge und 12 m in der Breite. Die Fenster und Türen sind rundbogig, die Decke aus Holz bestehend. Der Innenraum ist durch eine Emporenanlage dreiseitig gegliedert und wurde in den Jahren 1982 bis 1984 renoviert. Der Turm steigt an der Südseite aus einem risalitartigen Vorbau auf. Er ist im Obergeschoss in Fachwerk gehalten, schiefergedeckt und wird von einer ebenfalls schieferbedeckten Laterne bekrönt.

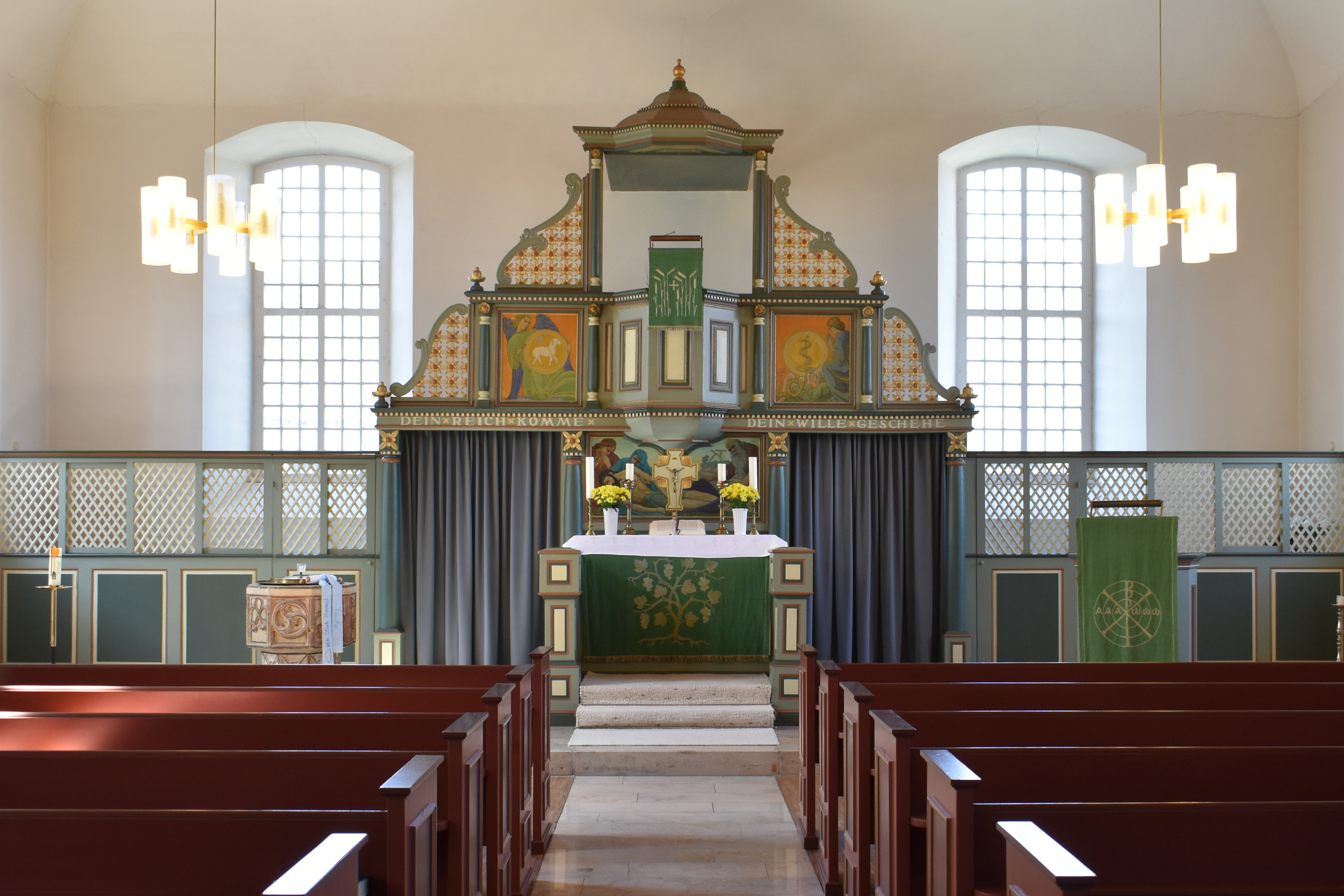
Kirche zu Benterode – Innenansicht

Das Altargemälde mit der Grablegung Jesus stammt von Rudolf Siegmund, es wurde 1921 gemalt.
Die Orgel aus dem Jahr 1797 steht unter Denkmalschutz. Sie wurde von dem Orgelbauer Stephan Heeren aus Gottsbüren gebaut. Die einmanualige Orgel mit Pedal hatte wahrscheinlich 14 Register. 1958 wurde sie durch Paul Ott aus Göttingen instand gesetzt, 1993 durch Werner Bosch aus Niestetal restauriert und verfügt heute über 15 Register.

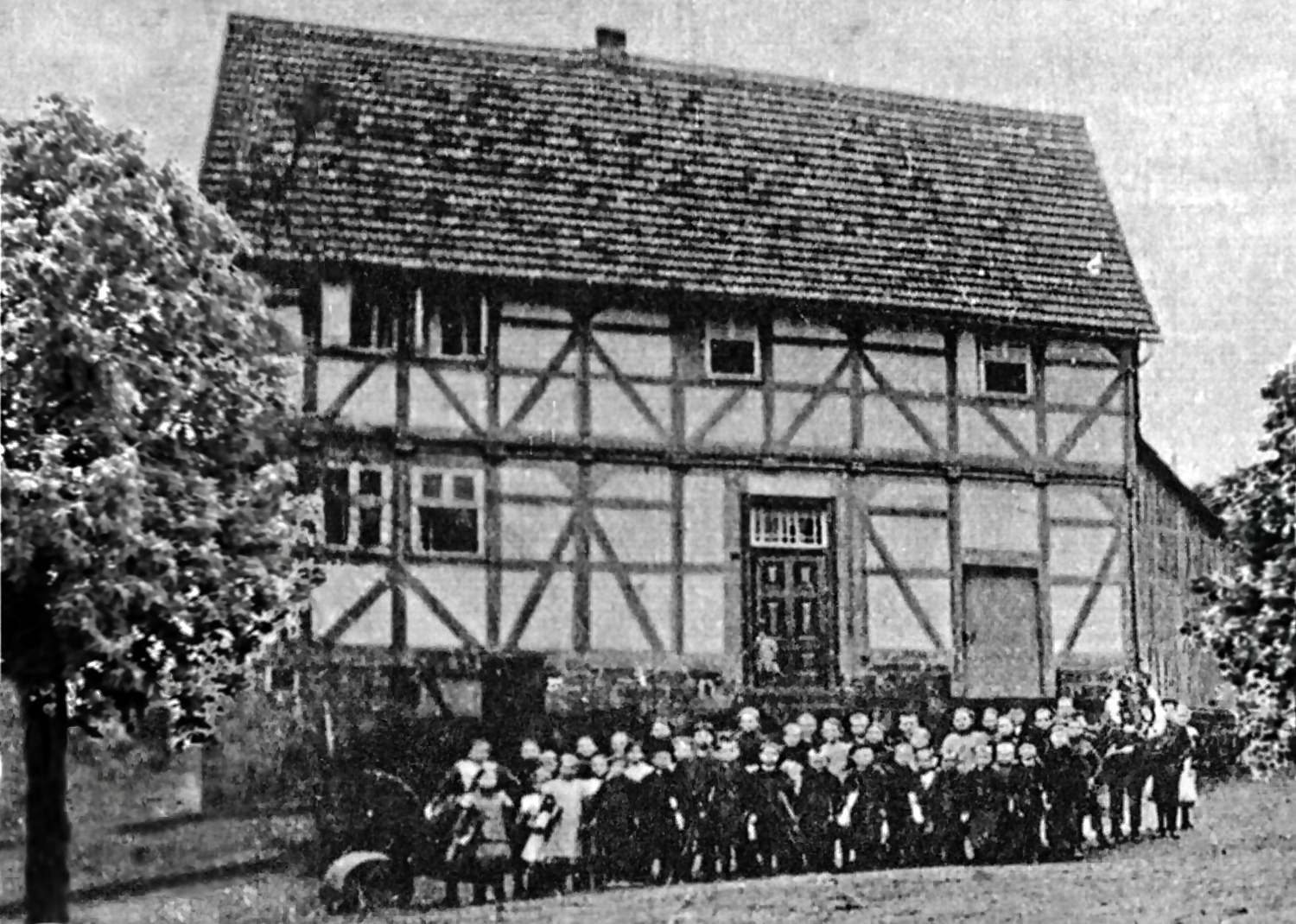
Schule zu Benterode (Ende des 19. Jahrhunderts)